# Равела (Комо)
Равела је насеље у Италији у округу Комо, региону Ломбардија.
Према процени из 2011. у насељу је живело 277 становника. Насеље се налази на надморској висини од 353 м.